# De Bilt

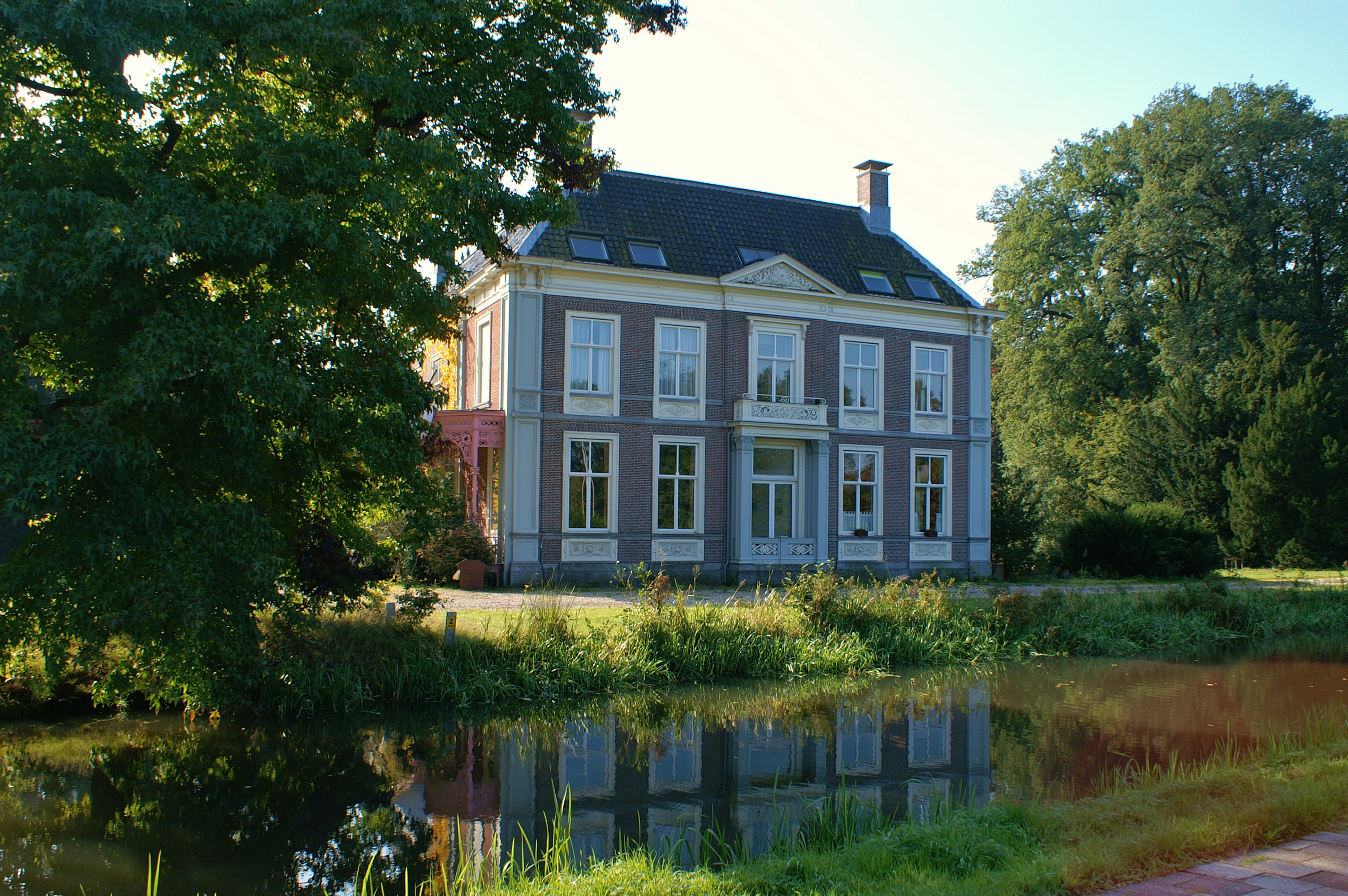
Huis Sandwijck.

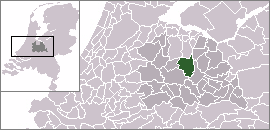
Lägeskarta

De Bilt är en kommun i provinsen Utrecht i Nederländerna. Kommunens totala area är 67,10 km² (där 0,77 km² är vatten) och invånarantalet är på 42 254 invånare (2005).